# 新登巴

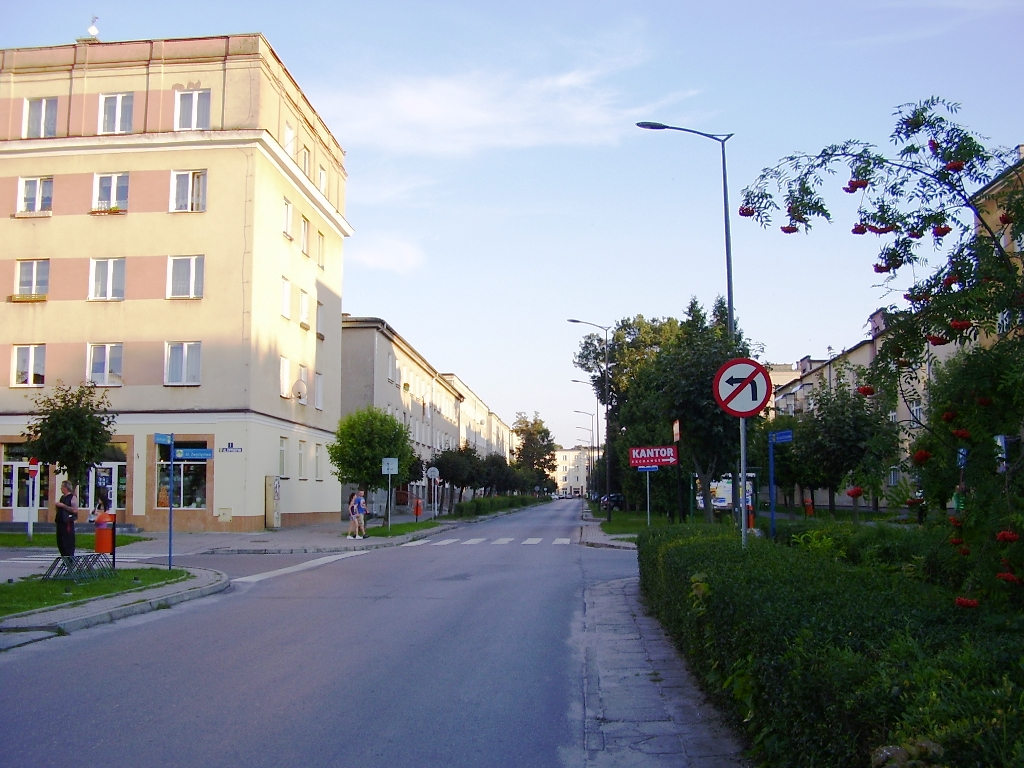

新登巴是波蘭的城鎮，位於該國東南部，由喀爾巴阡山省負責管轄，面積16.31平方公里，2006年人口11,390。第二次世界大戰期間，納粹德國佔領該鎮。

## 外部連結
- Official town webpage （页面存档备份，存于）
- Official town portal （页面存档备份，存于）

50°26′N 21°46′E / 50.433°N 21.767°E